# Marcelina Kiala
Marcelina Kiala (ur. 9 listopada 1979 w Luandzie) – angolska piłkarka ręczna, kapitan i zawodniczka reprezentacji Angoli. Gra na pozycji rozgrywającej. Obecnie występuje w angolskim Petro Atletico Luanda. Jej siostrą jest inna reprezentantka kraju Luisa Kiala. Reprezentowała swój kraj na igrzyskach w Sydney.

## Sukcesy
Mistrzostwa Afryki
- (2000, 2002, 2004, 2006, 2008)

## Wyróżnienia
- 2008 - MVP Mistrzostw Afryki, rozgrywanych w Angoli.